# Route européenne 75
Pour les articles homonymes, voir E75 et Route 75.
La Route européenne 75 (E75) relie Vardø au nord de la Norvège, à Sitía en Grèce. Elle est longue de 5 639 km. Elle passe par Helsinki, Gdańsk, Bratislava, Budapest, Belgrade, Skopje et Athènes. Elle fait partie du Réseau transeuropéen de transport.

## Parcours
La route passe par les principales villes suivantes : 
Vardø  - Vadsø  - Nesseby - Varangerbotn - Tana Bru - Utsjoki - Inari  - Ivalo - Sodankylä - Rovaniemi - Kemi - Oulu - Jyväskylä - Heinola - Lahti - Helsinki … Gdynia - Gdańsk - Toruń - Włocławek - Łódź - Piotrków Trybunalski - Częstochowa - Katowice - Bielsko-Biała - Žilina - Bratislava - Győr - Budapest - Kecskemét - Szeged - Subotica - Novi Sad - Belgrade - Niš - Leskovac - Vranje - Kumanovo - Skopje - Veles - Gevgelija - Thessalonique - Larissa - Lamia - Athènes … Chania - Héraklion - Ágios Nikólaos - Sitia

## Galerie

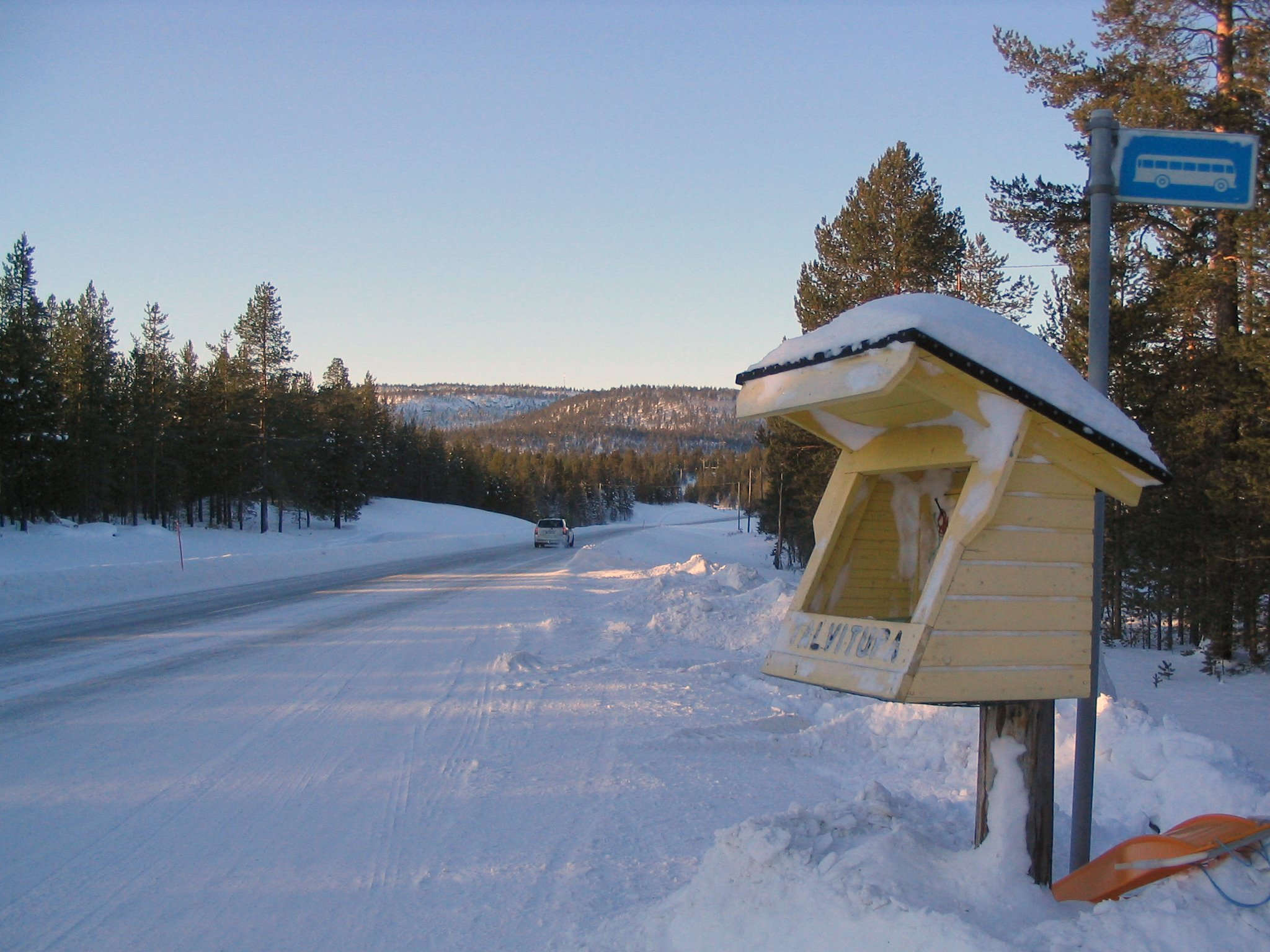
La E75 à Inari en Finlande.
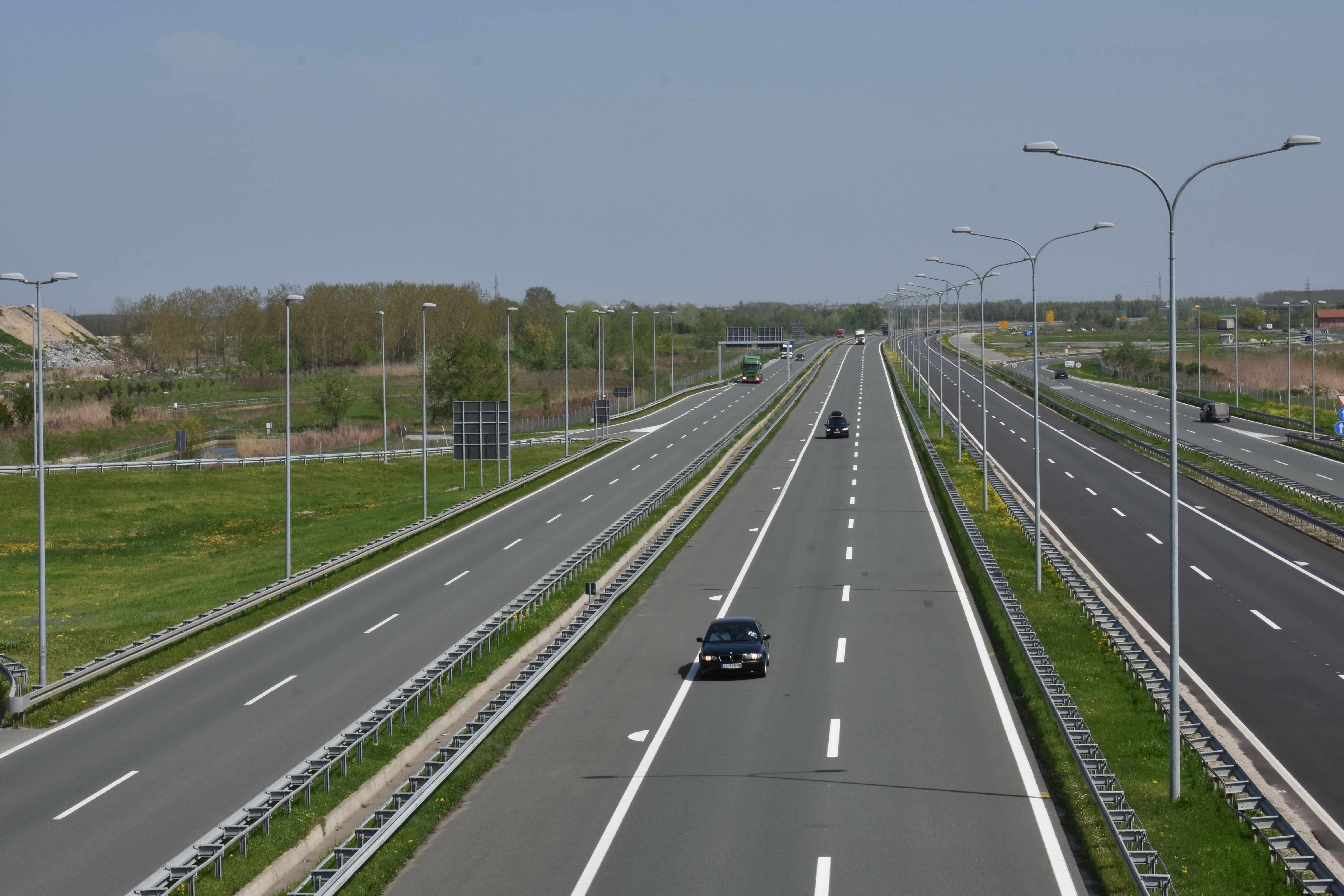
La E75 (Autoroute serbe A1) près de Novi Sad en Serbie
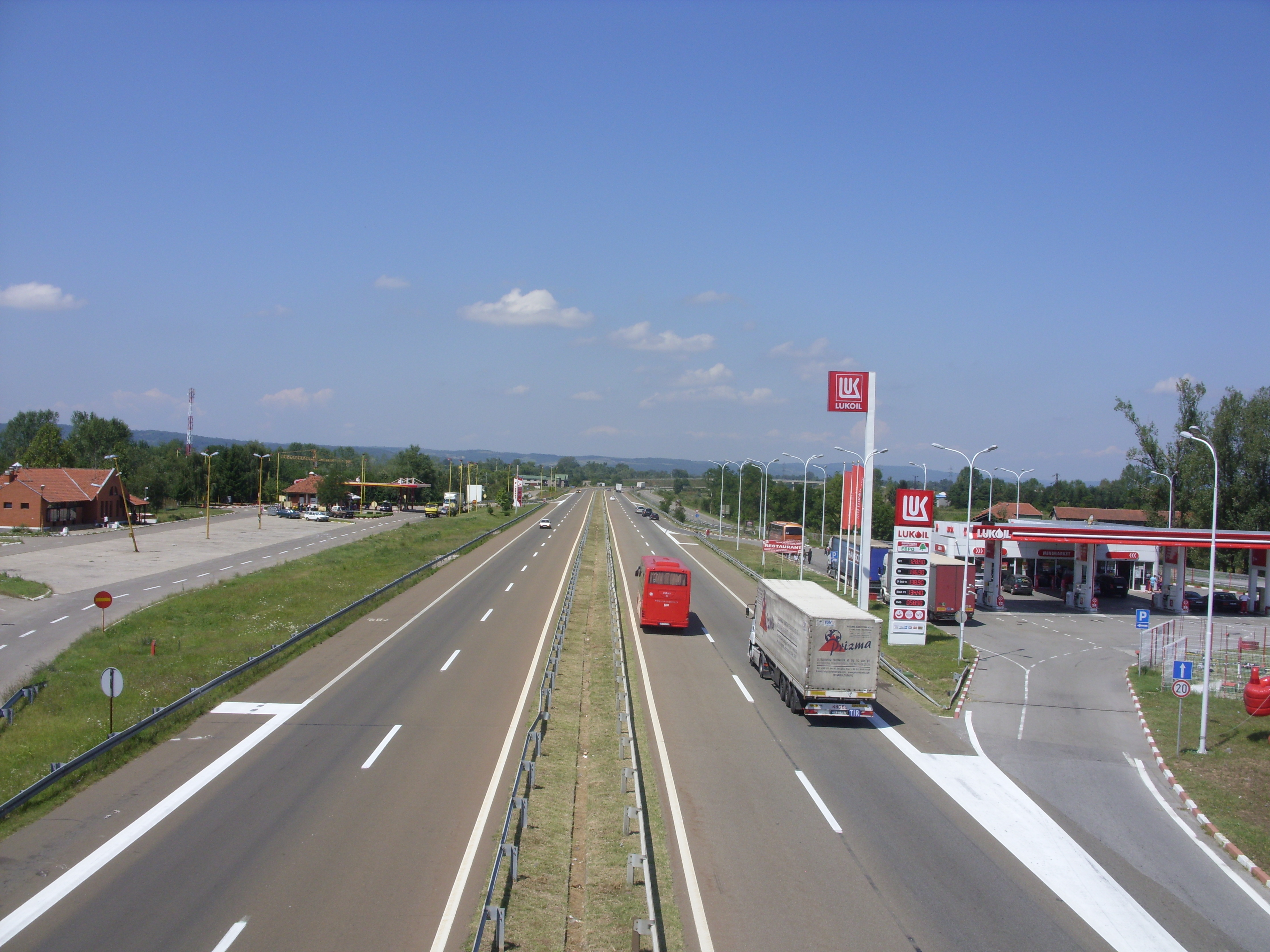
La E75 (Autoroute serbe A1) près de Aleksinac en Serbie
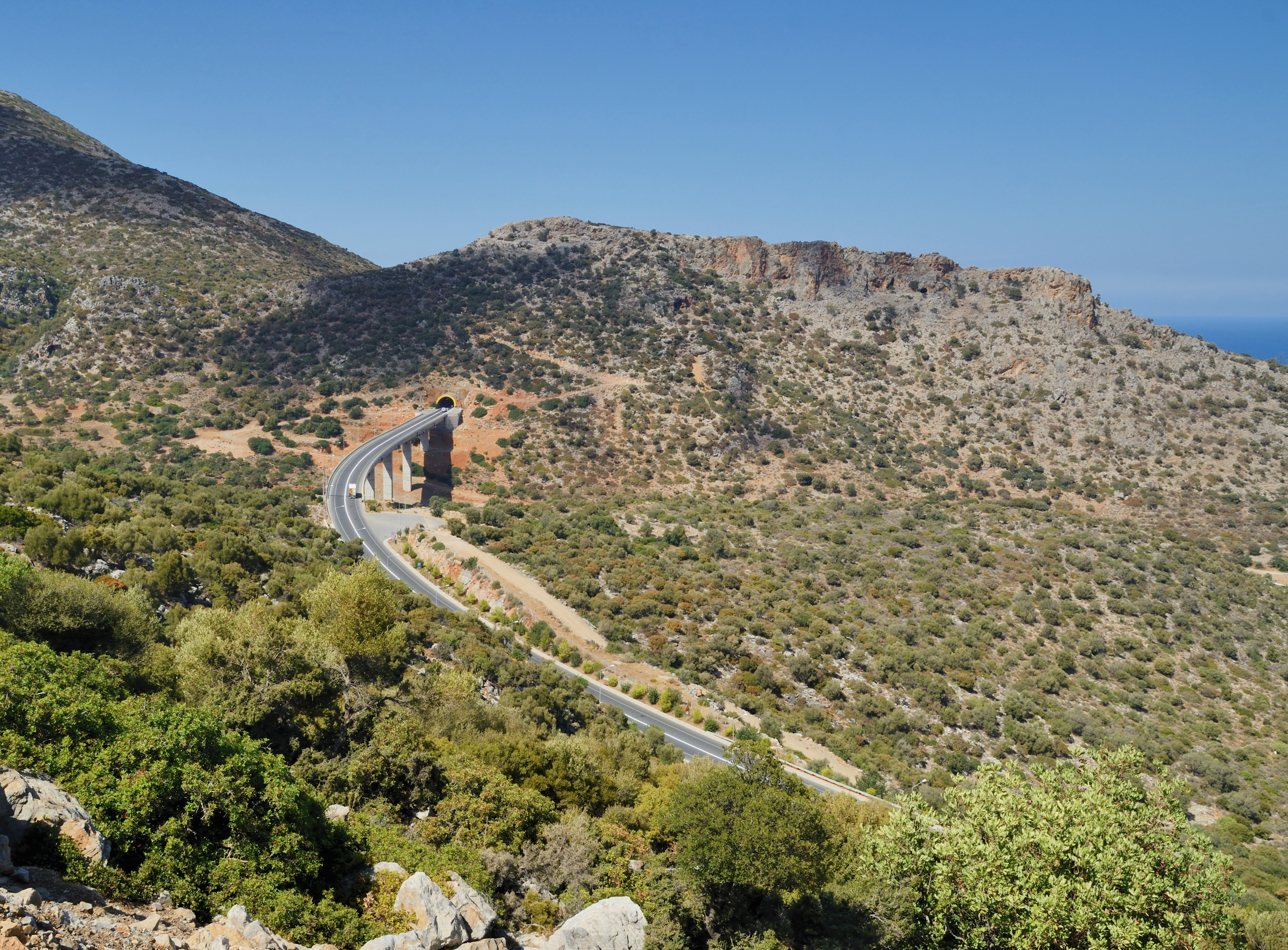
La E75 en Crète.